# Ann Li
Ann Li (King of Prussia, 26 juni 2000) is een tennisspeelster uit de Verenigde Staten van Amerika. Zij begon op vijfjarige leeftijd met het spelen van tennis. Zij speelt rechtshandig en heeft een tweehandige backhand. Zij is actief in het internationale tennis sinds 2016.

## Loopbaan
Li speelde tot en met 2020 voornamelijk op ITF-toernooien, waarvan zij er tot op heden(juni 2025) drie heeft gewonnen.
In 2017 bereikte zij de meisjesfinale van Wimbledon, die zij verloor van haar landgenote Claire Liu.
In 2019 kreeg Li een wildcard voor het dubbelspeltoernooi van het US Open, waarmee zij voor het eerst op een grandslamtoernooi speelde, met landgenote Francesca Di Lorenzo aan haar zijde. In september van dat jaar kwam zij binnen in de top 150 van de wereldranglijst in het enkelspel.
In 2020 kwalificeerde Li zich ook in het enkelspel voor een grandslamtoernooi, op het Australian Open – zij won haar openingspartij van de Australische wildcard-speelster Lizette Cabrera. Op het US Open versloeg zij onder meer de Nederlandse Arantxa Rus en bereikte zij de derde ronde. In november won zij haar derde ITF-titel, in Tyler (VS) – daarmee kwam zij binnen in de top 100.
In februari 2021 bereikte Li de finale van de Grampians Trophy in Melbourne – doordat het toernooi een dag was stilgelegd wegens een geval van covid-19, kon de finale niet meer plaatsvinden. In oktober won zij haar eerste WTA-titel, op het toernooi van Tenerife – in de finale versloeg zij de Colombiaanse Camila Osorio. Hiermee kwam Li binnen op de top 50 van de wereldranglijst.
In 2024 won Li haar tweede WTA-titel, op het WTA 125-toernooi van Valencia – in de finale rekende zij af met de als eerste geplaatste Bulgaarse Viktoriya Tomova.

## Posities op deWTA-ranglijst
Positie per einde seizoen:
| jaar | rang enkelspel | rang dubbelspel |
| ---- | -------------- | --------------- |
| 2017 | 583            | –               |
| 2018 | 310            | 961             |
| 2019 | 148            | 377             |
| 2020 | 97             | 560             |
| 2021 | 47             | 723             |
| 2022 | 140            | 1044            |
| 2023 | 174            | 1187            |
| 2024 | 99             | 576             |

## Resultaten grandslamtoernooien
| Legenda | Legenda                          |
| ------- | -------------------------------- |
| g.t.    | geen toernooi gehouden           |
| l.c.    | lagere categorie                 |
| –       | niet deelgenomen                 |
| G       | uitgeschakeld in de groepsfase   |
| 1R      | uitgeschakeld in de eerste ronde |
| 2R      | uitgeschakeld in de tweede ronde |
| 3R      | uitgeschakeld in de derde ronde  |
| 4R      | uitgeschakeld in de vierde ronde |
| KF      | uitgeschakeld in de kwartfinale  |
| HF      | uitgeschakeld in de halve finale |
| F       | de finale verloren               |
| W       | het toernooi gewonnen            |
| w-v     | winst/verlies-balans             |

### Enkelspel
| toernooi        | 2020 | 2021 | 2022 |    | 2024 | 2025 |
| --------------- | ---- | ---- | ---- | -- | ---- | ---- |
| Australian Open | 2R   | 3R   | 1R   | –  | 1R   |      |
| Roland Garros   | –    | 2R   | 1R   | –  | 2R   |      |
| Wimbledon       | g.t. | 1R   | 2R   | –  | 2R   |      |
| US Open         | 3R   | 1R   | 1R   | 1R |      |      |

### Vrouwendubbelspel
| toernooi        | 2019 | 2020 | 2021 | 2022 |    | 2025 |
| --------------- | ---- | ---- | ---- | ---- | -- | ---- |
| Australian Open | –    | –    | –    | 1R   | –  |      |
| Roland Garros   | –    | –    | –    | –    | 3R |      |
| Wimbledon       | –    | g.t. | 1R   | 1R   | 1R |      |
| US Open         | 1R   | 1R   | 1R   | 1R   |    |      |

## Palmares
| Legenda                 |
| ----------------------- |
| Grandslamtoernooi       |
| Olympische Spelen       |
| Year-End Championships  |
| Premier Mandatory       |
| Premier Five / WTA 1000 |
| Premier / WTA 500       |
| International / WTA 250 |
| Challenger / WTA 125    |

### WTA-finaleplaatsen enkelspel
| nr.              | finale     | toernooi      | ondergrond    | tegenstandster   | score       |         |
| ---------------- | ---------- | ------------- | ------------- | ---------------- | ----------- | ------- |
| gewonnen finales |            |               |               |                  |             |         |
| 1.               | 2021-10-24 | WTA Tenerife  | hardcourt     | Camila Osorio    | 6-1, 6-4    | details |
| 2.               | 2024-06-16 | WTA Valencia  | gravel        | Viktoriya Tomova | 6-3, 6-4    | details |
| verloren finales |            |               |               |                  |             |         |
| 1.               | 2021-02-07 | WTA Melbourne | hardcourt     | Anett Kontaveit  | geen finale | details |
| 2.               | 2024-07-14 | WTA Båstad    | gravel        | Martina Trevisan | 2-6, 2-6    | details |
| 3.               | 2024-11-03 | WTA Mérida    | hardcourt     | Zeynep Sönmez    | 2-6, 1-6    | details |
| 4.               | 2025-02-02 | WTA Singapore | hardcourt (i) | Elise Mertens    | 1-6, 4-6    | details |